# International Formula Master
International Formula Master (tidigare F3000 International Masters och 3000 Pro Series) var en internationell formelbilsserie. N.Technology köpte serien 2007 och bytte namn på den, från F3000 International Masters till International Formula Master. Bilarna påminde mycket både i utseende och teknik med Formel 3. Eurosport hjälpte N.Technology att marknadsföra serien genom att sända den på TV. Man trodde länge att den skulle ersättas av GP3 Series 2010, men så blev icke fallet. Istället meddelades det att serien skulle bli mycket billigare från och med 2010 och att en ny "Light"-klass skulle introduceras med Formel Renault-bilar. I Light-klassen var det meningen att man skulle få köra från 15 år. 
Det blev ingen fjärde säsong och serien lades ned.

## Teknisk fakta
- Chassi: Tatuus
- Motor: Honda 2-liters motor med fyra cylindrar, 250hk
- Växellåda: Magneti Marelli, 6-växlad
- Ratt: Magneti Marelli
- Hjulupphängning: Pushrod
- Stötdämpare: Koni
- Bromsar: Brembo, skivbroms
- Fälgar: OZ magnesium
- Däck: Yokohama
- Vikt: 560kg med förare

## Poängberäkning

### 2005-2008
|        | 1:a | 2:a | 3:a | 4:a | 5:a | 6:a | 7:a | 8:a | Snabbaste varv |
| ------ | --- | --- | --- | --- | --- | --- | --- | --- | -------------- |
| Race 1 | 10  | 8   | 6   | 5   | 4   | 3   | 2   | 1   | 1              |
| Race 2 | 10  | 8   | 6   | 5   | 4   | 3   | 2   | 1   | 1              |

### 2009
|        | 1:a | 2:a | 3:a | 4:a | 5:a | 6:a | 7:a | 8:a | Snabbaste varv |
| ------ | --- | --- | --- | --- | --- | --- | --- | --- | -------------- |
| Race 1 | 10  | 8   | 6   | 5   | 4   | 3   | 2   | 1   | 1              |
| Race 2 | 6   | 5   | 4   | 3   | 2   | 1   |     |     | 1              |

- En poäng delades även ut för pole position.

## Säsonger
| Säsong | Seriens namn                 | Mästare                      | Teammästare           |
| ------ | ---------------------------- | ---------------------------- | --------------------- |
| 2010   | International Formula Master | serien nedlagd               | serien nedlagd        |
| 2009   | International Formula Master | Fabio Leimer                 | JD Motorsport         |
| 2008   | International Formula Master | Chris van der Drift          | JD Motorsport         |
| 2007   | International Formula Master | Jérôme d'Ambrosio            | Cram Competiton       |
| 2006   | F3000 International Masters  | Jan Charouz                  | Charouz Racing System |
| 2005   | 3000 Pro Series              | Norbert Siedler Max Busnelli | Draco Junior Team     |